# Anita Wagner (Tennisspielerin)
Anita Wagner (* 27. Juni 1994 in Tuzla als Anita Husarić) ist eine bosnische Tennisspielerin.

## Karriere
Husarić begann mit sieben Jahren das Tennisspielen. Sie spielt vorrangig auf der ITF Women’s World Tennis Tour, wo sie bislang 18 Doppeltitel gewann.
Seit 2009 spielt Husarić für die bosnisch-herzegowinischen Fed-Cup-Mannschaft, wo sie bei bislang 32 Einsätzen in 37 Matches neunmal siegreich war, davon zweimal im Einzel und siebenmal im Doppel.
In der 1. Tennis-Bundesliga spielte Husarić 2019 und 2022 für den TEC Waldau Stuttgart.

## Turniersiege

### Doppel
| Nr. | Datum              | Turnier     | Kategorie   | Belag     | Partnerin            | Finalgegnerinnen                         | Ergebnis          |
| --- | ------------------ | ----------- | ----------- | --------- | -------------------- | ---------------------------------------- | ----------------- |
| 1.  | 7. November 2011   | Monastir    | ITF $10.000 | Hartplatz | Wiktorija Tomowa     | Anastasia Kharchenko Nicole Melichar     | 6:3, 5:7, [10:5]  |
| 2.  | 8. Februar 2014    | Antalya     | ITF $10.000 | Sand      | Aljona Sotnykowa     | Laura-Ioana Andrei Swjatlana Piraschenka | 5:7, 6:4, [10:6]  |
| 3.  | 19. Mai 2014       | Antalya     | ITF $10.000 | Hartplatz | Francesca Palmigiano | Ximena Hermoso Daiana Negreanu           | kampflos          |
| 4.  | 26. Mai 2014       | Tarsus      | ITF $10.000 | Sand      | Kimberley Zimmermann | Anastassija Piwowarowa Melis Sezer       | 4:6, 2:6          |
| 5.  | 16. August 2014    | Brčko       | ITF $10.000 | Sand      | Ema Burgić Bucko     | Ina Kaufinger Natálie Novotná            | 6:1, 6:4          |
| 6.  | 5. Januar 2015     | Antalya     | ITF $10.000 | Sand      | Danielle Mills       | Anne Schäfer Lenka Wienerová             | 6:4, 6:6, [12:10] |
| 7.  | 16. Februar 2015   | Antalya     | ITF $10.000 | Sand      | Kimberley Zimmermann | Başak Eraydın Verena Meliss              | 6:0, 6:3          |
| 8.  | 9. Mai 2015        | Antalya     | ITF $10.000 | Hartplatz | Aljona Sotnykowa     | Nicoleta Dascălu Camilla Rosatello       | 6:1, 6:2          |
| 9.  | 8. Juni 2015       | Banja Luka  | ITF $10.000 | Sand      | Laëtitia Sarrazin    | Nikolina Jović Jasmina Tinjić            | 6:2, 6:0          |
| 10. | 10. August 2015    | Innsbruck   | ITF $10.000 | Sand      | Darja Lodikowa       | Natasha Bredl Nikola Hofmanova           | 6:4, 4:6, [10:7]  |
| 11. | 23. Mai 2016       | Antalya     | ITF $10.000 | Hartplatz | Yuliana Lizarazo     | Francesca Stephenson Erika Vogelsang     | 4:6, 6:4, [10:3]  |
| 12. | 23. September 2016 | Podgorica   | ITF $25.000 | Sand      | Quirine Lemoine      | Ivana Jorović Xenia Knoll                | 3:6, 6:4, [10:4]  |
| 13. | 12. Dezember 2020  | Monastir    | ITF W15     | Hartplatz | Nefisa Berberović    | Celia Cerviño Ruiz Olivia Gram           | 6:4, 6:4          |
| 14. | 19. August 2023    | Erwitte     | ITF W25     | Sand      | Nika Radišić         | Jekaterina Owtscharenko Amarissa Tóth    | 7:5, 7:64         |
| 15. | 31. August 2023    | Triest      | ITF W25     | Sand      | Nika Radišić         | Mariana Dražić Anastassija Gassanowa     | 6:1, 6:1          |
| 16. | 30. März 2024      | Terrassa    | ITF W35     | Sand      | Nika Radišić         | Yvonne Cavallé Reimers Vasanti Shinde    | 7:5, 7:67         |
| 17. | 31. August 2024    | Triest      | ITF W35     | Sand      | Anastasia Abbagnato  | Živa Falkner Amarissa Tóth               | 6:3, 4:6, [11:9]  |
| 18. | 21. September 2024 | Pasardschik | ITF W75     | Sand      | Veronika Erjavec     | Lija Karatantschewa Sapfo Sakellaridi    | 7:5, 3:6, [10:5]  |